# Ікона Божої Матері Феодоровська
Іко́на бо́жої ма́тері Фе́одоровська — чудотворна ікона. Церковний переказ говорить, що ікона була написана євангелістом Лукою. Вважається, що саме ця ікона була молитовним образом великого князя Олександра Невського, а потім, нібито, зненацька з'явилася його молодшому брату Василю Ярославовичу неподалік від Костроми.